# Florissant (Colorado)
Pour les articles homonymes, voir Florissant.
Florissant est une localité du comté de Teller, au Colorado.
Elle fait partie de la zone statistique métropolitaine de Colorado Springs, Colorado. Le bureau de poste de Florissant porte le code postal 80816. Lors du recensement des États-Unis de 2020, la population de Florissant était de 128 habitants, tandis que la population de la zone correspondant au code postal 80816 était de 5 180 habitants.

## Géographie
Florissant est situé immédiatement au nord du Florissant Fossil Beds National Monument.
Florissant a une superficie de 330 acres (1,336 km2), entièrement terrestres.

## Toponymie

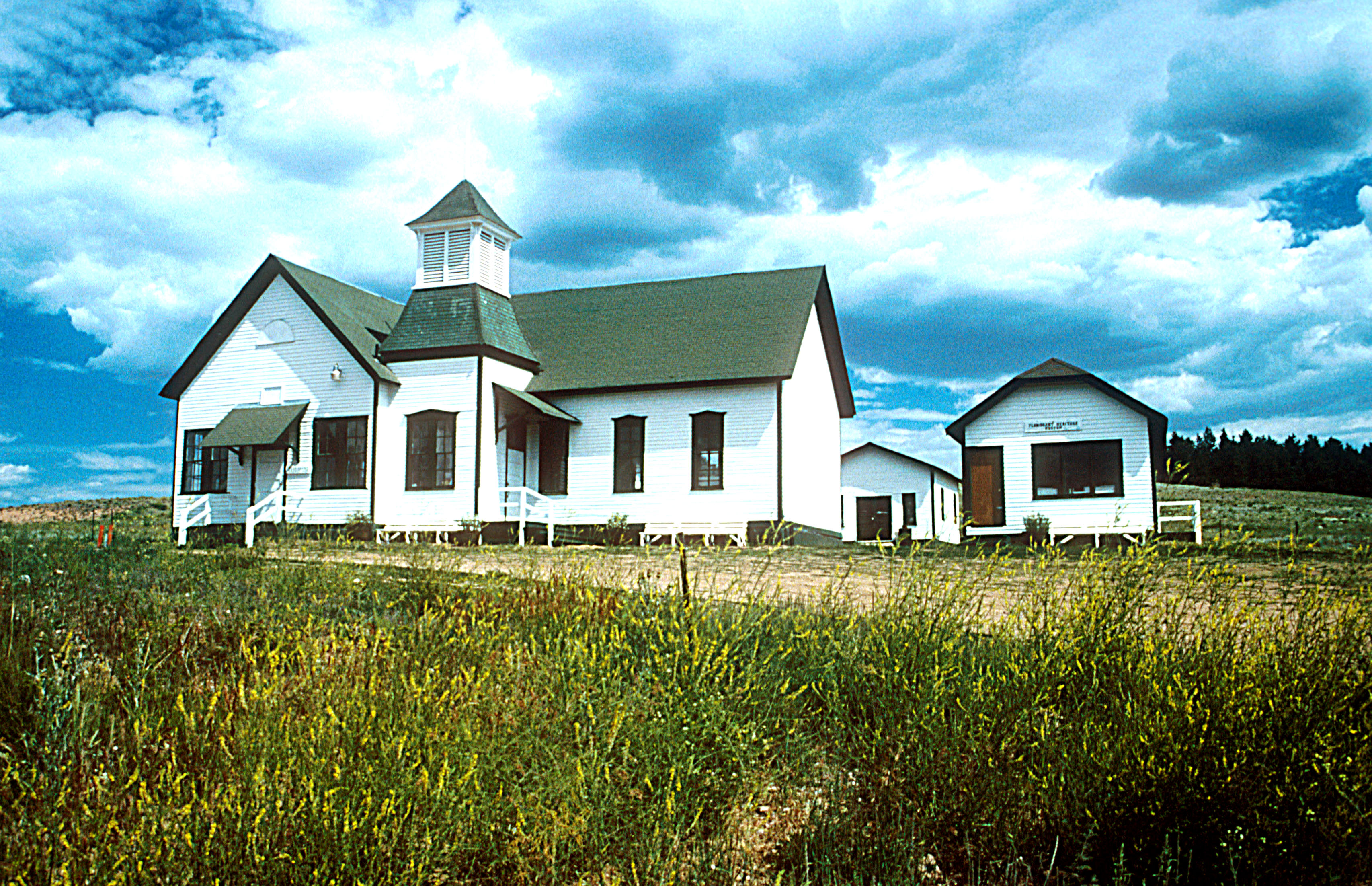
Florissant Heritage Museum

Florissant, Colorado, doit son nom à Florissant (Missouri), la ville natale du juge James Castello, un des premiers colons. Le mot florissant est le gérondif du verbe français fleurir, ce qui signifie en gros s'épanouir, fleurir ou s'épanouir.